# Цензурий Осерский
Цензурий (V век) — святой епископ Осерский. День памяти —10 июня.
В епархии Осера существует Gesta pontificum Autissiodorensium, сочиненная в IX веке по подобию Liber pontificalis Римской церкви, в которой святой Цензурий (итал. Censurio) появляется на десятом месте между епископами Фратерном и Урсом.
Св. Цензурий был современником св.Сидония Аполлинария, епископа Клермонского, и св.Пациента, епископа Лионского. Первый направил св.Цензурию около 475 года письмо, в котором рекомендовал ему дьякона из его церкви, который укрылся в Осере от готов. Св.Пациент построил и освятил церковь в честь святого Германа, предшественника св.Цензурия на осерской кафедре. Св.Цензурий также попросил св.Пациента попросить дьякона Константа о написании жития святого Германа. Он первым получил черновик работы, который должен был быть опубликован, с сопроводительным письмом, написанным Константом.
Согласно преданию, св.Цензурий правил церковью Осера в течение 38 лет, 3 месяцев и 6 дней. Он умер в возрасте 78 лет 10 июня неизвестного года и был похоронен в церкви Сен-Жермен д'Осер. Также 10 июня он поминается в иеронимовом мартирологе.
Современный Римский мартиролог, реформированный в соответствии с указами II Ватиканского собора, вспоминает святого епископа такими словами:
Ad Auxerre nella Gallia lugdunense, in Francia, san Censurio, vescovo.